# Le Pirate de l'épervier noir

Le Pirate de l'épervier noir (titre original : Il pirata dello sparviero nero) est un film italo-français réalisé par Sergio Grieco et sorti en 1958.

## Synopsis
XVIe siècle. Le duc de Monteforte est assassiné sur ordres de Manfredo. Après avoir remplacé le duc, ce dernier veut épouser Elena, la fille du défunt.

## Fiche technique
- Titre français : Le Pirate de l'Épervier noir
- Titre original : Il pirata dello sparviero nero
- Réalisation : Sergio Grieco
- Scénario : Enzo Alfonsi, Mario Caiano, Guido Zurli,Sergio Grieco
- Dialogues français :Jean Dedot
- Musique originale : Roberto Nicolosi
- Images : Vincenzo Seratrice, Supercinescope, Ferraniacolor
- Montage : Enzo Alfonsi
- Conception des costumes : Ferroni
- directeur de Production : Gino Santambrogio
- Studios de production : Incir de Paolis
- Distribution : Robert de Nesle
- Pays :  Italie,  France
- Langue originale : italien
- Durée : 83 minutes
- Maître d’armes : Enzo Musumeci Greco (it)
- Cadrage : 2,35:1
- Son : mono
- Dates de sortie :
  - Italie : 13 novembre 1958
  - France : 26 aout 1959

## Distribution
- Gérard Landry (VF : Jacques Beauchey) : Riccardo dit l'Épervier noir
- Mijanou Bardot (VF : Jany Clair) : Elena
- Ettore Manni (VF : Gabriel Cattand) : Giovanni
- Pina Bottin (VF : Jacqueline Porel) : Eva
- Germano Longo (VF : Pierre Gallon) : Marco
- Eloisa Cianni  (VF : Estelle Gerard) : Stella
- Andrea Aureli (VF : Claude Bertrand) : Manfredo
- Piero Giagnoni : Donato
- Raf Baldassarre (VF : Serge Sauvion) : Ettore, un homme de Riccardo
- Franco Cobianchi  (VF : Fred Pasquali) : Le duc de Monteforte
- Giulio Battiferri : Néron
- Maurizio Piacentini  (VF : Marcel Bozzuffi) : Le frère d'Ettore
- Leopoldo Valentini (VF : Fred Pasquali) : Ercole,un homme de Riccardo
- Nando Poggi : Un soldat de Manfredo
- Giovanni Cianfriglia : Un pirate sur le bateau
- Nazzareno Zamperla : un homme de Riccardo
- Lea Migliorini
- Andrea Miano (VF : Serge Nadaud) : le chef barbaresque
- Pierre Leproux : Le père adoptif de Donato (voix)